# Collegio uninominale Puglia - 06 (Senato della Repubblica)
Il collegio elettorale uninominale Puglia - 06 è stato un collegio elettorale uninominale della Repubblica Italiana per l'elezione del Senato tra il 2017 ed il 2022.

## Territorio
Come previsto dalla legge elettorale italiana del 2017, il collegio era stato definito tramite decreto legislativo all'interno della circoscrizione Puglia.
Era formato dal territorio di 79 comuni: Acquarica del Capo, Alessano, Alezio, Alliste, Andrano, Aradeo, Bagnolo del Salento, Botrugno, Calimera, Cannole, Caprarica di Lecce, Carpignano Salentino, Casarano, Castri di Lecce, Castrignano de' Greci, Castrignano del Capo, Castro, Collepasso, Copertino, Corigliano d'Otranto, Corsano, Cursi, Cutrofiano, Diso, Gagliano del Capo, Galatina, Galatone, Gallipoli, Giuggianello, Giurdignano, Leverano, Maglie, Martano, Martignano, Matino, Melendugno, Melissano, Melpignano, Miggiano, Minervino di Lecce, Montesano Salentino, Morciano di Leuca, Muro Leccese, Nardò, Neviano, Nociglia, Ortelle, Otranto, Palmariggi, Parabita, Patù, Poggiardo, Porto Cesareo, Presicce, Racale, Ruffano, Salve, San Cassiano, Sanarica, Sannicola, Santa Cesarea Terme, Scorrano, Seclì, Sogliano Cavour, Soleto, Specchia, Spongano, Sternatia, Supersano, Surano, Taurisano, Taviano, Tiggiano, Tricase, Tuglie, Ugento, Uggiano la Chiesa, Vernole, Zollino.
Il collegio era quindi interamente compreso nella provincia di Lecce.
Il collegio era parte del collegio plurinominale Puglia - 02.

## Eletti
| Elezione | Elezione | Senatore      | Partito            |
| -------- | -------- | ------------- | ------------------ |
|          | 2018     | Barbara Lezzi | Movimento 5 Stelle |
|          | 2021     | Barbara Lezzi | Indipendente       |

## Dati elettorali

### XVIII legislatura
Come previsto dalla legge elettorale, 116 senatori erano eletti con sistema a maggioranza relativa in altrettanti collegi uninominali a turno unico.
| Candidati              | Candidati               | Voti    | %     | Liste                                | Voti    | %     |
| ---------------------- | ----------------------- | ------- | ----- | ------------------------------------ | ------- | ----- |
|                        | Barbara Lezzi ✔️ Eletto | 107 722 | 39,88 | Movimento 5 Stelle                   | 107 722 | 39,88 |
|                        | Luciano Cariddi         | 95 081  | 35,20 | Forza Italia                         | 45 187  | 16,73 |
| Lega                   | Luciano Cariddi         | 95 081  | 35,20 | 20 773                               | 7,69    |       |
| Noi con l'Italia - UDC | Luciano Cariddi         | 95 081  | 35,20 | 18 916                               | 7,00    |       |
| Fratelli d'Italia      | Luciano Cariddi         | 95 081  | 35,20 | 10 205                               | 3,78    |       |
|                        | Teresa Bellanova        | 46 891  | 17,36 | Partito Democratico                  | 41 027  | 15,19 |
| +Europa                | Teresa Bellanova        | 46 891  | 17,36 | 2 670                                | 0,99    |       |
| Civica Popolare        | Teresa Bellanova        | 46 891  | 17,36 | 1 717                                | 0,64    |       |
| Italia Europa Insieme  | Teresa Bellanova        | 46 891  | 17,36 | 1 477                                | 0,55    |       |
|                        | Massimo D'Alema         | 10 552  | 3,91  | Liberi e Uguali                      | 10 552  | 3,91  |
|                        | Carlo Martignano        | 2 689   | 1,00  | Potere al Popolo!                    | 2 689   | 1,00  |
|                        | Felice Lecciso          | 2 279   | 0,84  | CasaPound                            | 2 279   | 0,84  |
|                        | Francesco Bizzarro      | 2 127   | 0,79  | Italia agli Italiani                 | 2 127   | 0,79  |
|                        | Marco De Carlo          | 1 307   | 0,48  | Il Popolo della Famiglia             | 1 307   | 0,48  |
|                        | Morgan Daisy Adasha     | 1 118   | 0,41  | Partito Comunista                    | 1 118   | 0,41  |
|                        | Girolamo Romano         | 216     | 0,08  | Lista del Popolo per la Costituzione | 216     | 0,08  |
|                        | Pasqua Scavo            | 145     | 0,05  | PRI - ALA                            | 145     | 0,05  |
| Totale                 | Totale                  | 270 127 | 100   |                                      | 270 127 | 100   |
|                        |                         |         |       |                                      |         |       |
| Voti non validi        | Voti non validi         | 12 099  | 4,29  |                                      |         |       |
| Votanti                | Votanti                 | 282 226 | 70,51 |                                      |         |       |
| Elettori               | Elettori                | 400 283 |       |                                      |         |       |